# Ивица Вастич
Ивица Вастич (на сърбохърватски: Ivica Vastić) е роден на 29 септември 1969 г. в Сплит, Югославия (днешна Хърватия). Той е австрийски футболист и играе за националния отбор на страната.

## Статистика
- 22 мача и 5 гола за НК Сплит (1990 – 1991)
- 11 мача и 6 гола за First Vienna FC 1894 (1991 – 1992)
- 34 мача и 18 гола за ВСЕ Санкт Пьолтен (1992 – 1993)
- 17 мача и 7 гола за ФК Адмира Вакер Мьодлинг (1993)
- 10 мача и 0 гола за МСВ Дуисбург (1994)
- 250 мача и 124 гола за СК Щурм Грац (1994 – 2002)
- 27 мача и 13 гола за Нагоя Грампус (2002 – 2003)
- 67 мача и 14 гола за ФК Аустрия Виена (2003 – 2005)
- 90 мача и 53 гола за ЛАСК Линц (2005-настояще)